# Shrek (film)
Shrek is een Amerikaanse komische computeranimatiefilm, geproduceerd door de firma DreamWorks. De film is gebaseerd op het gelijknamige boek van William Steig. De regie was van Andrew Adamson en Vicky Jenson. De stemmen worden ingesproken door Mike Myers, Eddie Murphy, Cameron Diaz en John Lithgow.
De hoofdrolspeler is Shrek, een groene oger. In 2001 werd het eerste deel uitgebracht. De film was een groot succes en vestigde Dreamworks’ naam als producer van computeranimatiefilms. De film kreeg drie vervolgen plus ook nog een behoorlijk aantal spin-offs. Zo zijn er een kerstmis- en halloweenspecial en ook twee aparte films verschenen voor de gelaarsde kat (personage dat werd geïntroduceerd tijdens de tweede film).

## Verhaal
In een moeras in een niet bij naam genoemd land woont de oger Shrek. Hij is erg op zichzelf en jaagt iedereen die in de buurt van zijn huis komt weg. Op een dag besluit Heer Farquaad, de koning van het nabij het moeras gelegen koninkrijk, om alle sprookjesfiguren uit zijn rijk te verbannen. Hij gebruikt uitgerekend Shrek's moeras als opvangkamp voor deze personages.
Shrek pikt dit niet en gaat, tegen zijn wil vergezeld door Donkey (een ezel die van alles kan, behalve zijn mond houden), naar Farquaad om verhaal te halen. Farquaad heeft ondertussen zijn zinnen gezet op de mooie prinses Fiona, die opgesloten zit in een toren bewaakt door een draak. Hij heeft zelf niet de moed om haar te gaan bevrijden, maar wil wel met haar trouwen om koning te kunnen worden. Wanneer Shrek komt klagen, maakt Farquaad een deal met hem; hij zal Shrek zijn moeras teruggeven als Shrek prinses Fiona voor hem gaat halen.
Shrek stemt toe en reist met Donkey af naar het kasteel waar de prinses zit. Donkey loopt hier de draak tegen het lijf en ontdekt dat het een vrouwelijke draak is die erg van hem is gecharmeerd. Dit maakt het voor Shrek en Fiona makkelijker om te ontkomen. Fiona is eerst geschokt dat haar redder een oger is en niet de knappe prins waar ze op hoopte, maar tijdens de reis terug naar Farquaad krijgt ze langzaamaan gevoelens voor Shrek. Die gevoelens zijn ook wederzijds.
Die avond doet Donkey echter een schokkende ontdekking: Fiona is vervloekt waardoor ze elke nacht zelf verandert in een oger. Alleen een kus van haar ware liefde kan haar permanent haar ware gedaante teruggeven. De enige reden waarom ze heeft ingestemd mee te gaan naar Farquaad is, omdat ze hoopt dat hij die geliefde is. Eenmaal bij Farquaad ontdekt ze al snel dat haar hart aan Shrek toebehoort. Shrek krijgt zoals afgesproken zijn moeras terug, maar is niet gelukkig zonder Fiona.
Geholpen door Donkey en de draak bestormt Shrek het kasteel van Farquaad en verstoort het huwelijk. Farquaad wordt door de draak verslonden, waarna Shrek en Fiona elkaar kussen. Fiona's vloek wordt opgeheven, maar tot ieders verbazing verandert ze nu permanent in een oger. Voor Shrek maakt dit haar echter nog aantrekkelijker en de twee treden in het huwelijk.

## Rolverdeling
| Acteur                                        | Personage             | Nederlandstalige naam personage | Nederlandse stem      | Vlaamse stem        |
| --------------------------------------------- | --------------------- | ------------------------------- | --------------------- | ------------------- |
| Mike Myers                                    | Shrek                 | Shrek                           | Peter Paul Muller     | Lucas Van den Eynde |
| Eddie Murphy                                  | Donkey                | Ezel                            | Frans van Deursen     | Gene Bervoets       |
| Cameron Diaz                                  | Princess Fiona        | Prinses Fiona                   | Angela Schijf         | Vera Mann           |
| John Lithgow                                  | Lord Farquaad         | Heer Farquaad                   | Arnold Gelderman      | Vic De Wachter      |
| Vincent Cassel                                | Robin Hood            | Monsieur Hood                   | Jon van Eerd          |                     |
| Conrad Vernon                                 | Gingerbread Man       | Peperkoekmannetje               | Stan Limburg          |                     |
| Cody Cameron                                  | Pinocchio             | Pinokkio                        | Stan Limburg          |                     |
|                                               | The Three Little Pigs | De Drie Biggetjes               | Olaf Wijnants         |                     |
| Aron Warner                                   | The Big Bad Wolf      | De Grote Boze Wolf              | Pim Koopman           |                     |
| Chris Miller                                  | Geppetto              | Geppetto                        | Reinder van der Naalt |                     |
|                                               | Magic Mirror          | Magische Spiegel                | Bram Bart             |                     |
| Jim Cummings                                  | Main guard            | Hoofdwachter                    | Fred Meijer           |                     |
| Christopher Knights                           | Thelonious            |                                 | Stan Limburg          |                     |
| Christopher Knights Mike Myers Simon J. Smith | The Three Blind Mice  | De Drie Blinde Muizen           | Olaf Wijnants         |                     |
| Kathleen Freeman                              | Old woman             | Oude Vrouw                      | Marjolijn Touw        |                     |
| Michael Galasso                               | Peter Pan             | Peter Pan                       | Olaf Wijnants         |                     |
| Bobby Block                                   | Baby Bear             | Baby Beer                       |                       |                     |
| Andrew Adamson                                | DuLoc-mascotte        |                                 |                       |                     |
| Val Bettin                                    | Bisshop               | Bisschop                        | Reinder van der Naalt |                     |
| Peter Dennis Clive Pearse                     | Ogre Hunters          | Ogerjagers                      |                       |                     |
| Frank Welker                                  | Dragon                | Draak                           |                       |                     |

## Productie
Kort na de oprichting van DreamWorks Pictures, bracht filmproducent John H. Williams een boek van zijn kinderen mee naar de studio. Het boek, Shrek! van William Steig, trok de aandacht van CEO Jeffrey Katzenberg waarna de studio besliste om een film te maken gebaseerd op het boek. De filmrechten waren echter al in handen van Steven Spielberg, die er een traditionele animatiefilm mee wilde maken met Bill Murray en Steve Martin als Shrek en Donkey. Maar John H. Williams overtuigde hem om de filmrechten over te laten aan Dreamworks Animation, waarna vrijwel onmiddellijk gestart werd met de ontwikkeling van de film.
Oorspronkelijk zou Chris Farley de stem van Shrek inspreken, maar na zijn overlijden in 1997 werd Mike Myers aangeworven, die Shrek zijn Schots gaf. Verder werden oa. Eddie Murphy, Cameron Diaz en John Lithgow aangeworven om de stemmen in te spreken van Donkey, Prinses Fiona en Heer Farquaad.
De film zou eerst een live-actie/CGI hybride worden, gemaakt met Softimage en Mental Ray. Maar na een tegenvallende testscreening, werd Pacific Data Images aangeworven om de definitieve versie van de film te maken. PDI was nog aan het werken aan Antz toen ze werden gevraagd om te beginnen aan de ontwikkeling van Shrek. Net zoals bij hun vorige films, gebruikte PDI hun eigen softwarepakket voor de animaties. Voor andere elementen werden externe software gebruikt, zoals Maya, dat gebruikt werd voor oa. de animaties van fluïde elementen zoals kledij en het haar van Prinses Fiona en Heer Farquaad.

## Filmmuziek
1. "Stay Home" - Self
2. "I'm a Believer" - Smash Mouth
3. "Like Wow!" - Leslie Carter
4. "It Is You (I Have Loved)" - Dana Glover
5. "Best Years of Our Lives" - Baha Men
6. "Bad Reputation" - Halfcocked (Original version by Joan Jett used in the film)[5]
7. "My Beloved Monster" - Eels
8. "You Belong to Me" - Jason Wade
9. "All Star" - Smash Mouth
10. "Hallelujah" - Rufus Wainwright
11. "I'm on My Way" - The Proclaimers
12. "I'm a Believer (reprise)" - Eddie Murphy
13. "True Love's First Kiss" - Harry Gregson-Williams & John Powell

## Parodie
Shrek is een parodie op de klassieke sprookjes. Het concept van het parodiëren van sprookjes werd eerder ook al toegepast door onder andere Fractured Fairy Tales en The Princess Bride.
Shrek wordt ook gezien als parodie op de Disney-sprookjes en -films, gezien Katzenberg een verleden heeft in The Walt Disney Company. Als voorzitter van Walt Disney Studios, was Katzenberg namelijk medeverantwoordelijk voor hun successen in de jaren '80 en '90. Maar nadat toenmalig COO Frank Wells overleed, vond hij dat hij die positie verdiende. Toen zijn aanvraag tot die promotie werd afgekeurd nam Katzenberg ontslag en richtte hij, samen met collega filmmakers David Geffen en Steven Spielberg, Dreamworks op. Daarnaast bevond hij zich ook in een schandaal, waarin Disney vond dat Katzenberg geen recht heeft op zijn aandeel van de opbrengsten van de Disney-films die onder hem werden gemaakt. Dit leidde uiteindelijk tot een rechtszaak, die hij won.

## Invloeden
Shrek is van grote invloed geweest op hedendaagse animatiefilms, zoals het verwerken van referenties naar hedendaagse popcultuur in het verhaal (al ging de tv-animatieserie The Simpsons hen tijdens de jaren 90 al hierin voor). Dit soort elementen zijn onder andere terug te vinden in Ice Age 2: The Meltdown, Robots, en Chicken Little.

## Ontvangst
Shrek werd goed ontvangen door critici. Op Rotten Tomatoes scoort de film 90% aan goede beoordelingen. Roger Ebert gaf de film vier sterren.
De film bracht op de eerste dag $11 miljoen op in de bioscopen. Daarmee was het de meest succesvolle film van die week. Shrek overtrof The Mummy Returns. De film draaide in totaal 29 weken. De wereldwijde opbrengst kwam uit op $484 miljoen.
Shrek werd vertoond op het Filmfestival van Cannes in 2001.

## Vervolgen
Het succes van de film leidde tot een franchise bestaande uit 4 films, een reeks aan kortfilms en TV-specials, spin offs, videospellen enz.
| Jaar | Titel               | Regie                                     | Synopsis | Metacritic | Metacritic |
| Jaar | Titel               | Regie                                     | Synopsis | Meta       | User       |
| ---- | ------------------- | ----------------------------------------- | --- | ---------- | ---------- |
| 2004 | Shrek 2             | Conrad Vernon Andrew Adamson Kelly Asbury | Shrek en Fiona reizen naar het Koninkrijk van Far Far Away om hun huwelijk te vieren. Eens aangekomen ontdekken ze dat ze niet zo welkom zijn als gedacht. | 75         | 8.6        |
| 2007 | Shrek The Third     | Chris Miller Raman Hui                    | Shrek word, tegen zijn zin, benoemd tot troonopvolger van het Koninkrijk van Far Far Away. Hij voert een plan uit om Prins Artie voor te dragen tot troonopvolger. Prinses Fiona tracht intussen de staatsgreep van de afgewezen Prins Charming te voorkomen. | 58         | 5.7        |
| 2010 | Shrek Forever After | Mike Mitchell                             | Repelsteeltje overtuigd Shrek, die in midlife-crisis zit, om een contract te tekenen waarna hij geteleporteerd word naar een alternatieve realiteit waar Repelsteeltje de wet dicteert.                                                                       | 58         | 6.7        |
| 2026 | Shrek 5             | Conrad Vernon Walt Dohrn Brad Ableson     | |            |            |

### Spin Offs
| Jaar | Titel                        | Regie         | Synopsis | Metacritic | Metacritic |
| Jaar | Titel                        | Regie         | Synopsis | Meta       | User       |
| ---- | ---------------------------- | ------------- | --- | ---------- | ---------- |
| 2011 | Puss in Boots                | Chris Miller  | De Gelaarsde Kat wordt beschuldigd voor diefstal. Om zijn onschuld te bewijzen gaat hij, samen met zijn jeugdvriend Humpty Dumpty en Kitty Poezelpootje, op zoek naar de echte daders.                                                     | 65         | 7.2        |
| 2022 | Puss in Boots: The Last Wish | Joel Crawford | De Gelaarsde Kat ontdekt dat hij 8 van zijn 9 levens heeft opgebruikt. Hij besluit om, samen met Kitty en straathond Perro, naar het Donkere Woud te reizen om de Wensster op te graven, de enige die zijn verloren levens kan herstellen. | 73         | 8.8        |

### Kortfilms
- Shrek in the Swamp Karaoke Dance Party (2001)
- The Ghost of Lord Farquaad (2003)
- Far Far Away Idol (2004)
- Shrek the Halls (2007)
- Scared Shrekless (2010)
- Donkey's Christmas Shrektacular (2010)
- Thriller Night (2011)
- The Pig Who Cried Werewolf (2011)
- Puss In Boots: The Three Diablos

### Andere
- Shrek 4-D (een attractie waarin The Ghost of Lord Farquaad in 4D werd getoond)
- Shrek De Musical

## Prijzen en nominaties
Shrek won in 2001 de eerste Academy Award voor Beste animatiefilm, en versloeg daarmee Monsters, Inc. en Jimmy Neutron: Boy Genius.
Shrek won naast deze Academy Award nog eens 29 andere prijzen, en werd voor 44 prijzen genomineerd. Onder de gewonnen prijzen bevinden zich
- De Saturn Award voor beste dvd-uitgave
- 8 Annie Awards
- De BAFTA Film Award voor beste filmscenario
- De BMI Film Music Award
- De Bogey Award in zilver
- De Young Artist Award voor beste familiefilm.

## Varia
- Al vanaf 31 oktober 1996 werd gewerkt aan de computeranimatie van deze film.
- Voor de productie van de film werd Softimage 3D gebruikt[3]
- Robin Williams, die eerder al samen met Jeffrey Katzenberg meewerkte aan Aladdin, kreeg de rol van Shrek aangeboden, maar sloeg dit af daar hij niet nogmaals met Katzenberg wilde werken.[12]
- Ook Chris Farley kreeg de rol van Shrek aangeboden. Hij stemde toe en nam al een deel van de dialogen op, maar stierf toen onverwacht. Daarom werd Mike Myers gekozen voor de rol.
- Mike Myers sprak de tekst voor de liefdesscène aan het einde van de film uit voor zijn vrouw, die daar speciaal aanwezig voor was. Op die manier zou de stem van Myers nog echter klinken.
- Mike Myers baseerde de stem van Shrek op die van zijn moeder, wanneer ze vlak voor bedtijd voorlas.
- Shrek speelt zich af op 36 unieke locaties. Dat was toentertijd meer dan elke andere computeranimatiefilm.
- Donkey werd gemodelleerd naar Pericles, een miniatuurezel uit Barron Park, Palo Alto, California.[13]
- De stemacteurs hebben elkaar nooit echt ontmoet tijdens de productie. Ze hebben ieder apart hun tekst ingesproken.
- Artdirector Douglas Rogers werd aangevallen door een alligator toen hij een magnoliakwekerij bezocht. Hij bezocht die kwekerij om inspiratie op te doen voor de animatie van het moeras waarin Shrek leeft.
- De scène waarin prinses Fiona een boer laat was niet gepland. Cameron liet echter een boer nadat ze een cola had gedronken, men besloot toen dat dat geluid goed bruikbaar was.
- In het Jiddisch betekent 'Shrek' monster. Shreks naam is tevens gebaseerd op het woord schreck, wat 'horror' of 'schrik' betekent in het Duits.
- In de film overleeft een personage niet: moeder beer. Ergens bij start worden er drie beren getoond: vader, moeder en hun kind. Wanneer de sprookjesfiguren bij het moeras aankomen, zijn enkel vader beer en een wenende welp aanwezig. Even later wordt moeder beer getoond: haar vel wordt gebruikt als tapijt in het kasteel van Farquaad. De hoed maakt duidelijk dat het wel degelijk over moeder beer gaat.[14]